# 安城市総合運動公園
安城市総合運動公園（あんじょうしそうごううんどうこうえん）は、愛知県安城市新田町にある公園である。公園分類は運動公園。安城市体育館（東祥アリーナ安城）や安城市スポーツセンター、安城市陸上競技場、安城市野球場、安城市テニスコート、安城市総合運動公園ソフトボール場（デンソーブライトペガサススタジアム）などを有する。

## 立地
名鉄西尾線の線路を挟んで西側と東側に分かれており、東西の敷地は地下通路で結ばれている。最寄駅は名鉄西尾線 北安城駅であり、公園までは徒歩で約12分。公園東端を愛知県道288号豊田安城自転車道線（豊田安城サイクリングロード）が通っている。公園西端には安城市中部公民館がある。

## 歴史
1951年（昭和26年）以前のこの地には愛知青年師範学校があり、野球場西側には「進徳修行の地」の碑が建立されている。戦前の碧海郡安城町は「日本デンマーク」と呼ばれた農業先進地であり、名古屋大学農学部を熱心に誘致した。このため、1951年（昭和26年）から1966年（昭和41年）までのこの地には名古屋大学安城キャンパスがあり、安城キャンパスには農学部の施設があった。農学部第1回卒業生の卒業50周年祝賀会が契機となり、2006年（平成18年）には野球場西側に「名古屋大学農学部創設発展跡地之碑」が建立されている。
陸上競技場は1966年（昭和41年）12月16日に、野球場は1969年（昭和44年）3月31日に、テニスコートは1971年（昭和46年）9月30日にそれぞれ完成している。1972年1月には安城市総合運動公園の整備が完了した。1979年（昭和54年）1月21日には公園内に安城市体育館が開館した。1980年（昭和55年）4月には大相撲安城場所が開催され、記念に屋外に土俵が寄付された。9月には上屋を設置し、10月7日に相撲場が完成した。
2年後の国体に向けて、1992年（平成4年）には安城市体育館が改修された。1994年（平成6年）10月29日から11月3日まで行われた第49回国民体育大会（わかしゃち国体）では、安城市総合運動公園でソフトボール競技少年女子とバスケットボール競技少年女子が開催された。2001年（平成13年）には安城市スポーツセンターが竣工した。2017年（平成29年）6月から2018年（平成30年）3月には安城市体育館が大規模改修された。安城市スポーツセンターは2019年度（平成31年度）から改修工事が行われる予定である。

## 施設

### 名鉄西尾線西側
- 安城市体育館（東祥アリーナ安城）
  - 1979年竣工。2019年10月1日、命名権名称（ネーミングライツ）が東祥アリーナ安城となった[9]。アリーナ、卓球場、剣道場、柔道場、弓道場を有する。アリーナは50 m×38 mで1,980 m2[3]。固定観客席は996席[3]。安城市にはかつて男子バスケ・B3リーグのアイシン アレイオンズが本拠地を置いており、B3リーグの試合が開催されることがあった。また女子バスケ・WJBLのアイシン ウィングスも本拠地を置いており、WJBLの試合が開催されることもある。1994年の第49回国民体育大会ではバスケットボール競技少年女子を開催。
- 陸上競技場
  - 400mトラックと人工芝フィールドを備えている[10]。
- 野球場
  - A面・B面・C面の3面がある[10]。
- 相撲場
  - 1980年4月の大相撲安城場所を記念して完成[3]。
  - 2022年に解体された。跡地にはバスケットボール場が作られている[11]。

- 安城市体育館（東祥アリーナ安城）
- 安城市陸上競技場
- 安城市陸上競技場のスタンド
- 安城市野球場
- 安城市相撲場
- タコ公園

### 名鉄西尾線東側
- 安城市スポーツセンター
  - 床面積1,615 m2のアリーナ、25m温水プール、トレーニングルームなどを有する。25mプールは9コースの短水路公認プールである[7]。プールの床は可動式であり水深を0.3 mから1.4 mに調整できる[7]。
- 安城市テニスコート
  - 砂入り人工芝の10コートがある[10]。
- 多目的グラウンド
  - サッカーサッカー、ゲートボール、グラウンドゴルフなどに利用できる[10]。
- ソフトボール場（デンソーブライトペガサススタジアム）
  - A球場とB球場がある[10]。安城市にはデンソーブライトペガサスが本拠地を置いており、A球場（デンソーブライトペガサススタジアム）ではJDリーグの試合も開催される。1994年の第49回国民体育大会ではソフトボール競技少年女子を開催。

- 安城市スポーツセンター
- 安城市テニスコート
- 安城市総合運動公園ソフトボール場A球場（デンソーBPスタジアム）
- 安城市総合運動公園ソフトボール場B球場